# David Seaman
David Andrew Seaman, MBE (Rotherham, Južni Yorkshire, 19. rujna 1963.) je bivši engleski nogometni vratar i reprezentativac. U svojoj karijeri igrao je za mnogo klubova, a najznačajniji uspjeh postigao je u londonskom Arsenalu. U mirovinu je otišao 13. siječnja 2004. godine zbog ozljede ramena. Titulu MBE dobio je 1997. godine zbog uspjeha kao vratar.
U Engleskoj se smatra jednim od najboljih vratara svih vremena, a vrhunac mu je bio za vrijeme igranja u Arsenalu i branjena za reprezentaciju. Za vrijeme provedeno o Arsenalu osvojio je mnogo medalja koje uključuju 3 prvenstva (91', 98', 02'), 4 FA Kupa (93', 98', 02', 03'), League Cup 1993. i Kup pobjednika kupova 1994. godine. U tom preiodu igrao je i na svjetskim prvenstvima 1998. i 2002. godine, te na EURO-u 1996. i 2000. godine.